# Нова історія Зосима
Нова історія (грец. Ίστορία νέα) - праця  візантійського історика Зосима, що дійшла до нас. Твір висвітлює історію Римської імперії від Октавіана Августа до 410 в шести книгах (кінець останньої загублений).
Цей твір вигідно відрізняється від більшості інших історичних компіляцій як стислістю і чистотою мови, так і знанням справи, влучністю суджень і підпорядкуванням матеріалу одній філософській ідеї - прагнення розкрити причини занепаду Римської імперії. Однією з цих причин автор вважає поширення християнства, до якого ставиться вороже (звідси різка критика діяльності Костянтина Великого і Феодосія Великого).

## Видання

### На іноземних мовах
- Целлар (1679, 3-е вид. - Єна, 1729).
- Рейтемейер (Лейпциг, 1784).
- Беккер (Бонн 1837 // Corpus Scriptorum Historiae Byzantinae).
- Мендельсон (Лейпциг, 1889).

## Фрагменти російською мовою
- Книга I / Зосим; пер. и коммент. Н. Н. Болгова // Античный мир : материалы науч. конф., Белгород, 15 окт. 1999 г. / БелГУ, Рос. ассоц. антиковедов; отв. ред. Н. Н. Болгов. — Белгород, 1999. — С. 154—186.
- Книга II (главы 1—7) // Иресиона. Античный мир и его наследие : материалы III междунар. науч. семинара к 130-летию Белгор. гос. ун-та и к 20-летию каф. всеобщ. истории БелГУ / БелГУ ; под ред. Н. Н. Болгова. — Белгород, 2006. — Вып. 3. — С. 136—141.
- О Константине и основании Константинополя (книга II, главы 8—39) // Мир Византии : материалы междунар. науч. семинара, Белгород, 27-28 окт. 2006 г. : сб. / БелГУ ; отв. ред.-сост. Н. Н. Болгов. — Белгород, 2007. — С. 215—238.
- Книга III // Проблемы истории, филологии, культуры. — М. — Магнитогорск — Новосибирск: Ин-т археологии РАН, 2007. — № 17. — С. 526—570.
- Книга V // Проблемы историографии всеобщей истории : материалы междунар. науч. семинара, Белгород, 16 окт. 2000 г. / БелГУ ; отв. ред. Н. Н. Болгов. — Белгород, 2000. — С. 86—115.
- Книга VI // Вопросы всеобщей истории и политологии (к двадцатилетию истор. фак. БелГУ) : сб. ст. / БелГУ ; редкол.: В. Е. Михайлов [и др.]. — Белгород, 1997. — С. 49—56.